# James W. Hall (forfatter)
James W. Hall (født 4. juli 1947), oprindelig fra Kentucky, USA, er en amerikansk litteraturprofessor og forfatter, bosiddende anno 2009 ved Blackwater Sound på Key Largo, Florida, USA.
Hall har uddannelser fra Florida Presbyterian College (nu Eckerd College) in 1969, bachelor i litteratur, fra Johns Hopkins University i 1970, kandidat i kreativt forfatterskab og fra University of Utah i 1973, Ph.d. i litteratur.
Siden 1979 har Hall undervist i litteratur og kreativt forfatterskab på Florida International University.
Hall skrev sin første roman, Under Cover of Daylight i 1986

### Romaner
- Under Cover of Daylight (1987) - I ly af dagen (1989)
- Tropical Freeze (1990) – Tropisk kulde, 1991
- Bones of Coral (1992) – Pest i Paradis, 1992
- Hard Aground (1993) – Fortidens forlis, 1993
- Mean High Tide (1994)
- Gone Wild (1995)
- Buzz Cut (1996)
- Red Sky at Night (1997)
- Body Language (1998)
- Rough Draft (2000)
- Blackwater Sound (2001)
- Off the Chart (2003)
- Forests of the Night (2005)
- Hot Damn
- Off the Chart
- Forests of the Night
- Magic City*Hell’s Bay

### Faglitteratur
- Audiologists Desk Reference*Beginning And Intermediate Algebra
- Beginning And Intermediate Algebra

## Ekstern henvisning
- James W. Halls hjemmeside (engelsk) Arkiveret 24. september 2008 hos  Wayback Machine